# McSherrystown
McSherrystown è un comune degli Stati Uniti d'America nella Contea di Adams, in Pennsylvania. La sua popolazione al censimento del 2000 era di 2.691 abitanti.

## Storia
Si tratta della quarta città più antica della contea. Fondata da Patrick McSherry (1725-1795).

## Società

### Evoluzione demografica
La composizione etnica della zona vede una prevalenza della razza bianca (97,88%), seguita dagli afroamericani (0,52%)
| Borough di McSherrystown Popolazione |       |
| 2000                                 | 2.691 |
| Stima al 01-07-07                    | 2.688 |